# Адская почта (1769)
«А́дская по́чта, или Переписка хромоногого беса с кривым» — ежемесячный литературно-художественный сатирический журнал, издававшийся в Петербурге в 1769 году известным романистом Фёдором Эминым.
Вышло 6 номеров (июль — декабрь). В журнале рассматривались вопросы политики в форме переписки двух бесов. Результатом резкой полемики с журналом «Всякая всячина», руководимым Екатериной II, стало закрытие «Адской почты». Издание носило антикрепостнический характер; подвергалось преследованиям.